# Tumulus von Vissoul
Der Tumulus von Vissoul (französisch Tumulus de Vissoul) ist ein gallo-römischer Grabhügel in Belgien in der Provinz Lüttich und wird auf das erste Jahrhundert datiert.
Er befindet sich zwischen den Orten Marneffe und Braives in der Nähe einer ehemaligen Zuckerrübenfabrik an der Straße Rue de Braives. Der Hügel liegt in dem Dorf Vissoul, welches 1952 zu Oteppe eingemeindet wurde. Marneffe und Oteppe gehören seit dem Zusammenschluss belgischer Gemeinden am 1. Januar 1977 zu Burdinne.
Es handelt sich um einen runden Erdhügel, der heute mit Vegetation bepflanzt ist. Er bedeckte eine Gruft, in der die Urne mit den verbrannten Knochen und die Grabbeigaben (Keramikgeschirr, Glasflaschen und persönliche Gegenstände des Verstorbenen) aufbewahrt wurden.
Der Grabhügel von Vissoul wurde von der Commission royale des monuments et des sites als Denkmal und seine Umgebung als eingetragene Stätte am 28. Mai 1973 unter der Nummer 61010-CLT-0003-01 klassifiziert.
Auf der Ferraris-Karte von 1777 ist das Hügelgrab als Tombe de Vissoulle zu finden unter 135Bb.

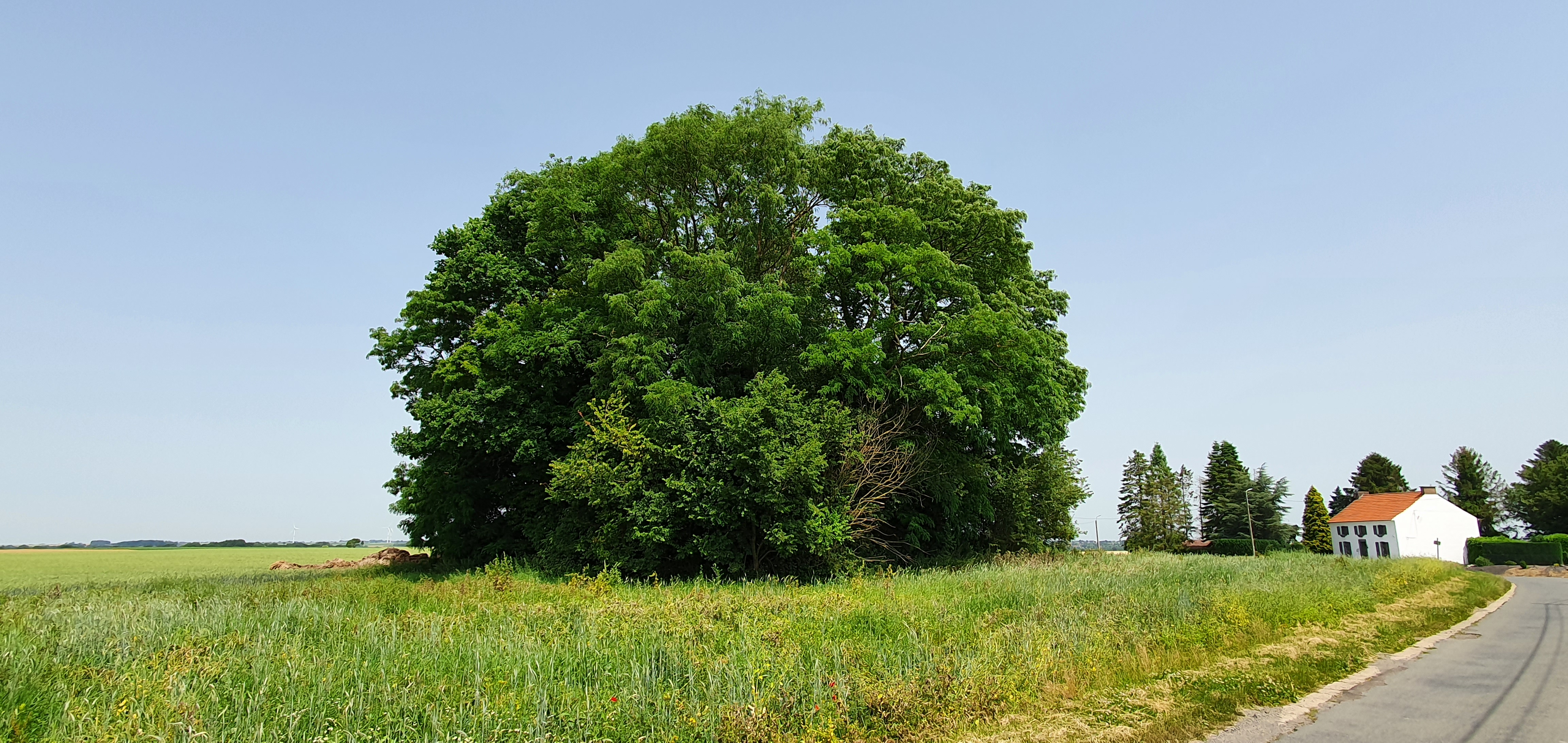
Tumulus von Vissoul
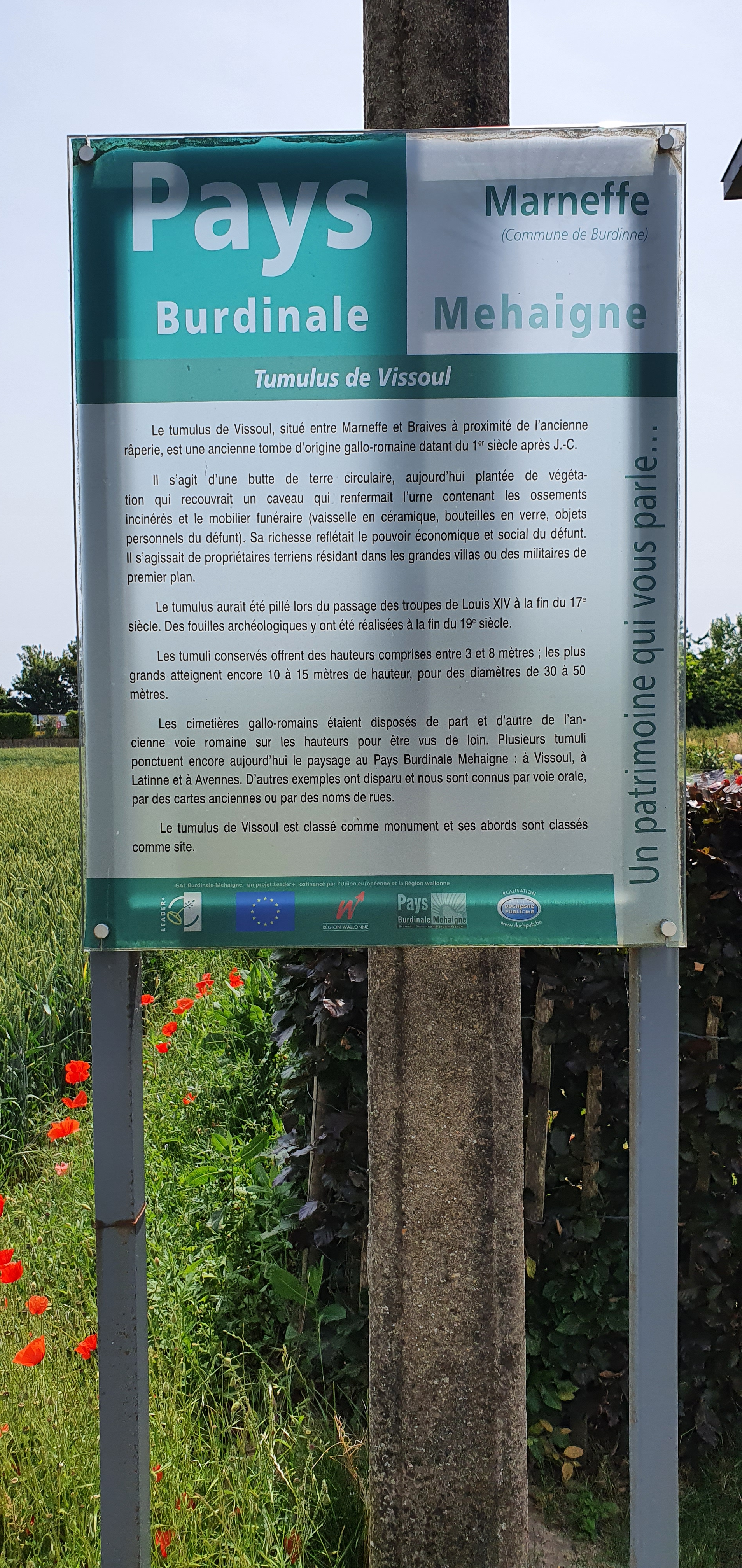
Hinweistafel des Pays Burdinale-Mehaigne
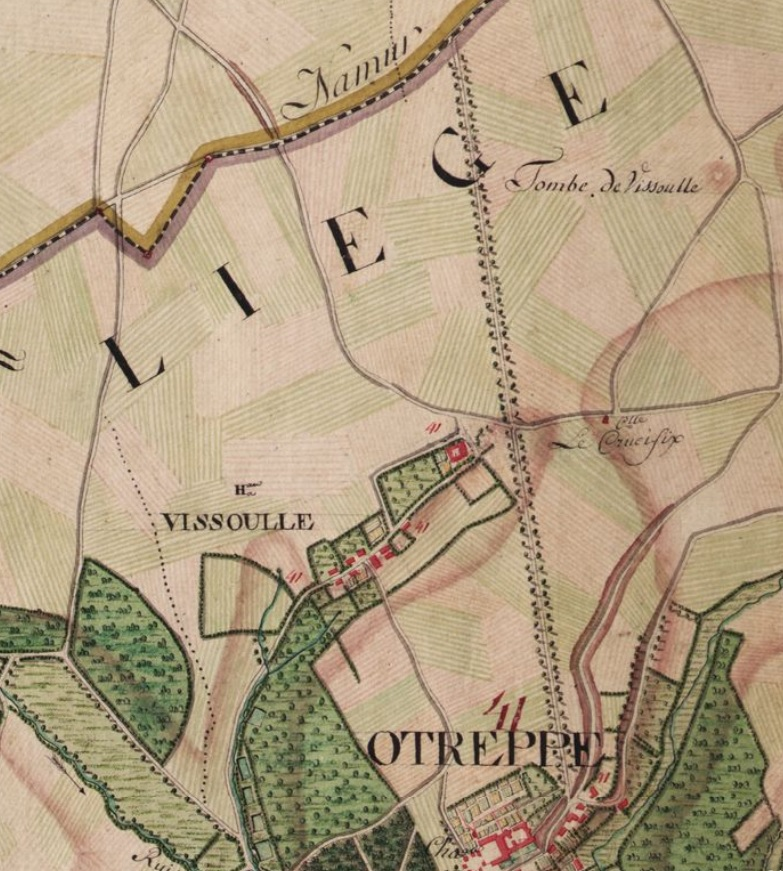
Tombe de Vissoulle auf der Karte von Ferraris